# Novo Brdo

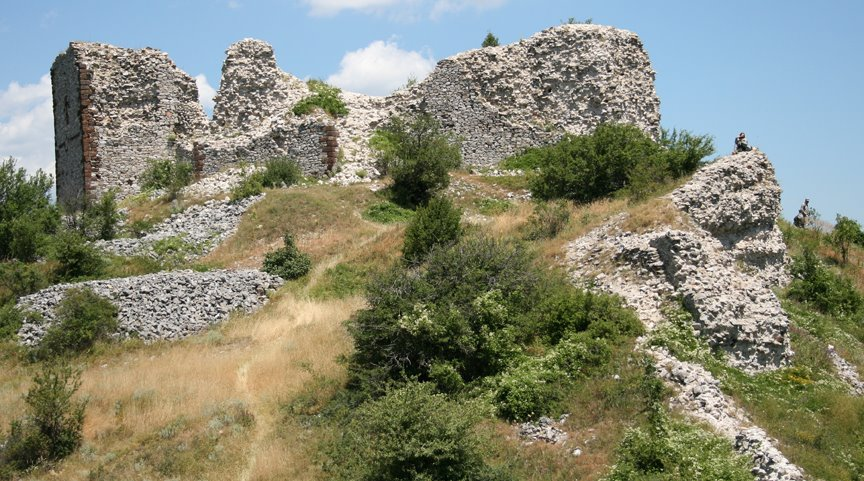
Ruiner av den medeltida fästningen Novo Brdo

Novo Brdo (albanska: Novobërdë med böjningsformen Novobërda, på albanska numera: Artanë med böjningsformen Artana; serbiska: Ново Брдо, Novo Brdo, som betyder ”nya berget”; latin: Novaberd, Novus Mons eller Novamonte) är en ort och serbisk enklav i Kosovo. Novo Brdo kommuns invånarantal som är 3 900 (2007) har drastiskt sänkts sedan 1999 och har nu en albansk majoritet (61%). Jamfört med andra delar av Kosovo är situationen mellan albaner och serber relativt lugn. Orten Novo Brdo har runt 400 invånare och anses vara bland de fattigaste i Kosovo.
Medeltida staden Novo Brdo grundades av den serbiske kungen Stefan Milutin (1282-1321) på platsen som kom att bli den viktigaste fyndigheten på hela Balkanhalvön med sina guld- och silvergruvor. Staden erövrades 1441 av Osmanska riket, en händelse som bland annat janitsjaren Konstantin Mihailović skrev om.